# Diplotaxis veracruzana
Diplotaxis veracruzana är en skalbaggsart som beskrevs av Patricia Vaurie 1960. Diplotaxis veracruzana ingår i släktet Diplotaxis och familjen Melolonthidae. Inga underarter finns listade i Catalogue of Life.